# Milena Apostolaki

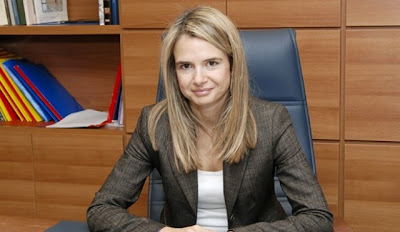
Milena Apostolaki (2023)

Milena (Eleni-Maria) Apostolaki (griechisch Μιλένα (Ελένη–Μαρία) Αποστολάκη; * 21. Februar 1965 in Athen) ist eine griechische Juristin und Politikerin, die mehrfach als Mitglied der PASOK-Partei ins griechische Parlament gewählt wurde.

## Leben
Milena Apostolaki wuchs in Athen auf, wo sie die private Arsakeio Schule besuchte und sich in den 1980er Jahren der Studentenbewegung anschloss. Nachdem sie ihren Schulabschluss gemacht hatte, studierte sie an der Nationalen und Kapodistrias Universität Athen Jura. Sie wurde Mitglied der Anwaltskammer Athens, arbeitete als Rechtsanwältin und trat 1989 nach bestandenem Examen in den Rechtsdienst der Olympic Airways ein, wo sie gleichzeitig als Rechtsanwältin tätig war. Ihr Fachgebiet wurden internationale Verträge und Luftverkehrsrecht. Sie erwarb auch Berufserfahrungen in den USA, als sie in der Kanzlei Fried, Frank, Harris, Harris, Schriver & Jacobson, einer der größten Anwaltskanzleien in Washington D.C., arbeitete.
Nachdem sie nicht wieder für einen Sitz im Parlament kandidiert hatte, ergriff sie im Jahr 2012 die Initiative und gründete zusammen mit führenden Anwälten die Gesellschaft für Familienrecht (EOD), die erste wissenschaftliche Vereinigung Griechenlands, die sich mit Fragen des Familienrechts befasste. Von November 2021 bis Juni 2023 war sie Direktorin der Europäischen Vereinigung für Mediation und Schiedsgerichtsbarkeit (EADI). Bis zu ihrer erneuten Kandidatur für einen Sitz als Abgeordnete bei den Wahlen einer neuen Regierung im Jahr 2023 arbeitete sie als Rechtsanwältin, veröffentlichte Fachartikel und schrieb zwei Bücher.
Sie verfügt über gute  Kenntnisse der englischen und der französischen Sprache.
Milena Apostolaki ist verheiratet und Mutter eines Sohns.

## Politische Karriere
Milena Apostolaki war von 1993 bis 1995 Teil des juristischen Büros von Andreas Papandreou. In dieser Zeit verfasste sie eine Reihe von Gesetzesentwürfen, befasste sich aber hauptsächlich mit den Verträgen für Großprojekte wie beispielsweise für den Bau des Athener Flughafens Eleftherios Venizelos und der Brücke Rio-Antirrio. Sie war Sekretärin des Ausschusses für Großprojekte, dem zuständigen interministeriellen Koordinierungsgremium. Von 1995 bis März 2000 war sie Sonderassistentin des Entwicklungsministers Evangelos Venizelos.
Sie wurde erstmals als Kandidatin der griechischen PASOK Partei im Wahlkreis des nördlichen Athens im Jahr 2000 ins griechische Parlament gewählt. Von April 2000 bis Oktober 2001 bekleidete sie unter der Regierung von Konstantinos Simitis das Amt der stellvertretenden Entwicklungsministerin. Von 2001 bis 2004 war sie Mitglied des Politbüros der PASOK (μέλος του Εκτελιστικού Γραφείου του ΠΑΣΟΚ). In den folgenden Wahlen von 2004, 2007 und 2009 wurde sie wiedergewählt. Von September 2010 bis Juni 2011 war sie stellvertretende Ministerin für ländliche Entwicklung und Ernährung während der Regierung von Giorgos Papandreou. Durch ihre Initiative in diesem Amt wurde ein Gesetz zum Schutz streunender Tiere und Haustiere verabschiedet, eine jahrelange Forderung griechischer Tierschutzvereine. Im November 2011, während der Finanzkrise in Griechenland, war sie mit der Ankündigung eines Referendums durch den damaligen Ministerpräsidenten Giorgos Papandreou nicht einverstanden, da es ein „zutiefst spaltender Prozess“ sei, und trat deswegen aus der PASOK Fraktion aus. Ab 2012 wurde sie wieder als Rechtsanwältin tätig und kandidierte zehn Jahre lang nicht mehr für die PASOK.
Bei den Regierungswahlen 2023 stellte sie sich wieder zur Wahl und wurde mit der Partei PASOK-Kinima Allagis zur Abgeordneten des nördlichen Sektors von Athen gewählt. Sie erhielt mit 2206 Stimmen das einzige Direktmandat ihrer Partei in diesem Wahlkreis. Seitdem ist sie als Abgeordnete Mitglied der ständigen Ausschüsse für Wirtschaft, öffentliche Verwaltung, öffentliche Ordnung und Justiz sowie des ständigen Sonderausschusses für den Strafvollzug und andere Einrichtungen für Strafgefangene. Sie ist außerdem Sektionsleiterin für Justiz in der PASOK.
Anfang Juli 2024 stellte sie sich für das Amt der Parteipräsidentin der PASOK zur Wahl, zog jedoch kurze Zeit später ihre Kandidatur wieder zurück, um die Partei nicht noch stärker zu spalten, wie sie selbst sagte.

## Veröffentlichungen
- 2013: Πολίτες ενωμένοι, ποτέ νικημένοι! (Die Bürger vereint, nie besiegt!). Paidiki Nomiki Vivliothiki, Athen, ISBN 978-960-562-207-7.
- 2017: Το τέλος της μεταπολίτευσης (Das Ende der Zeit nach der Diktatur). Pataki, Athen, ISBN 978-960-16-7428-5.